# NGC 4027
NGC 4027 este o galaxie spirală barată situată în constelația Corbul. A fost descoperită în 7 februarie 1785 de către William Herschel. Se află la o distanță de 23,83 de megaparseci de Pământ.